# هول (مقاطعة ماراثون)
هول، مقاطعة ماراثون (بالإنجليزية: Hull, Marathon County, Wisconsin)‏ هي بلدة تقع بولاية ويسكونسن في الولايات المتحدة. تبلغ مساحتها 84.5 (كم²)، وترتفع عن سطح البحر 419 م، بلغ عدد سكانها 750 نسمة في عام 2010 حسب إحصاء مكتب تعداد الولايات المتحدة .

## وصلات خارجية
- The US50 - Cities and Towns in Wisconsin State
- Wisconsin Cities and Towns, Facts, Map, Flag, Colleges, Government, and More